# Reuma Weizmanová
Reuma Weizmanová (hebrejsky ראומה ויצמן, rodným jménem Reuma Schwartzová; 18. srpna 1925 Londýn – 15. dubna 2025 Or Akiva) byla izraelská pedagožka, první dáma a vdova po izraelském prezidentovi Ezeru Weizmanovi.

## Biografie
Narodila se v Londýně do rodiny Rachel a Cviho Schwartzových. Její starší sestra Rut se později provdala za Moše Dajana. Když byl Reumě jeden rok, imigrovala s rodiči do britské mandátní Palestiny, kde se rodina usadila v jeruzalémské čtvrti Rechavja. Vzdělání, včetně zemědělského, získala v kibucech. V rámci jedné ze svých prvních prací se starala o židovské děti a uprchlíky druhé světové války. Po vzniku Izraele pracovala ve vládní tiskové kanceláři jako úřednice. Se svým budoucím manželem Ezerem se poprvé setkala na pobřežní silnici poblíž Herzlije. Čekala tehdy na spoj do Tel Avivu, když kolem projel džíp s Weizmanem, jež řídil jeho přítel a pozdější velitel letectva Mordechaj Hod. Weizman jej přiměl, aby zastavil a Reumu svezl. Za Weizmana se nakonec provdala v červnu 1950. Společně měli syna Saula a dceru Michal. Saul byl v červnu 1970 vážně zraněn egyptským odstřelovačem během opotřebovací války u Suezského průplavu a později v roce 1991 s manželkou zahynul během dopravní nehody.
Jako první dáma navštěvovala Reuma Weizmanová raněné vojáky, rodiny padlých vojáků, nezaměstnané a obyvatele žijící blízko konfliktních linií.
V dubnu 2006 byla hospitalizována pro slabost. V lednu 2011 se zúčastnila pohřbu první dámy Sonji Peresové, se kterou telefonicky hovořila jen několik hodin před její smrtí.